# Material cerámico

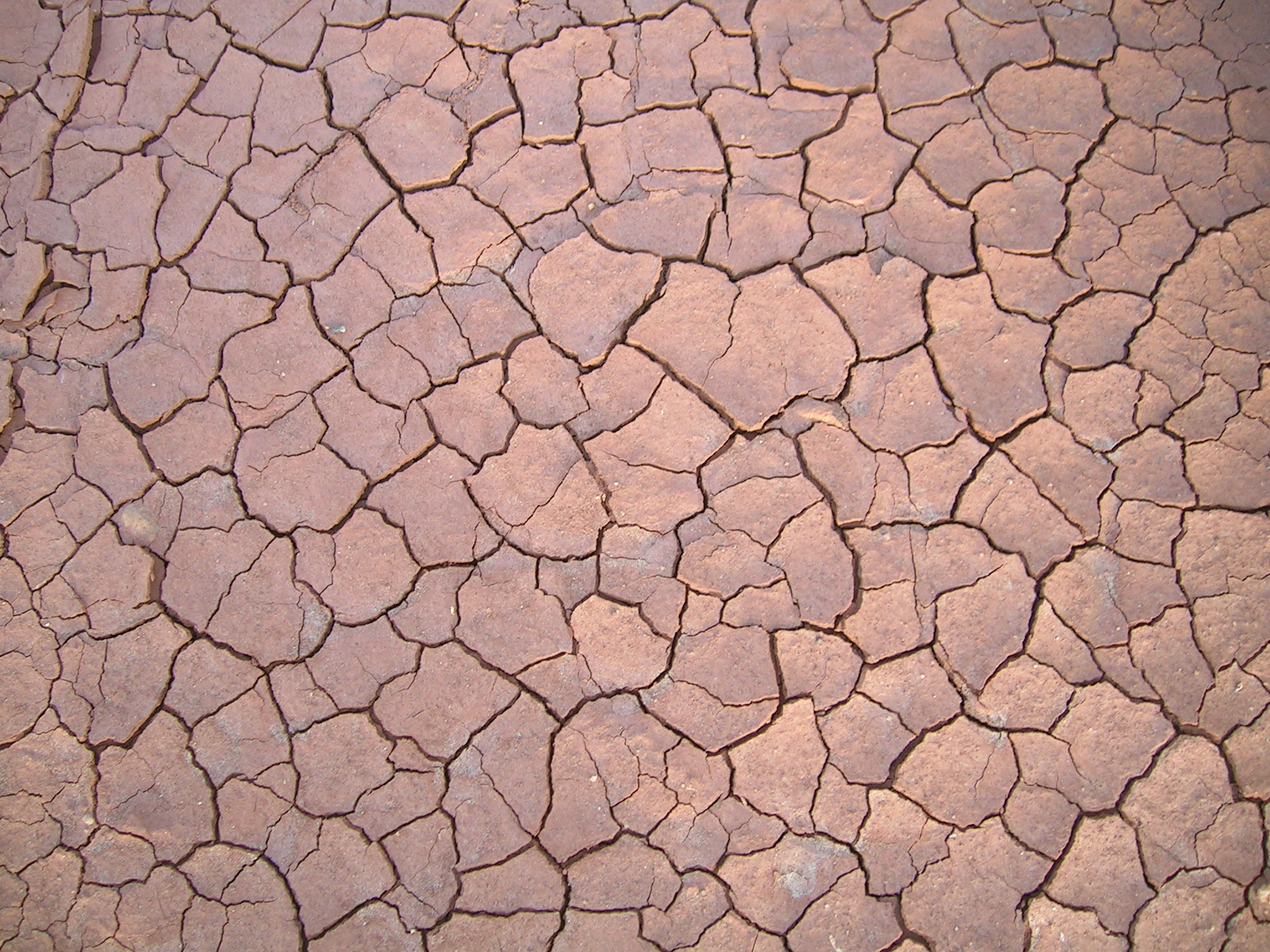
La arcilla es la base de los materiales cerámicos tradicionales

Un material cerámico es aquel constituido por sólidos inorgánicos metálicos o no metálicos que ha sido fabricado mediante tratamiento térmico. Las cerámicas tradicionales están compuestas de arcilla, sin embargo en la actualidad existen numerosos materiales cerámicos de diferente composición que tienen muchas aplicaciones, por ejemplo en la industria aeronáutica y en medicina. 
La pasta cerámica más básica es el barro común, o barro rojo que está formado por silicatos de aluminio procedentes de la descomposición de otras rocas primarias y puede tener diferentes impurezas como óxido de hierro que le da el tono rojizo. Para obtener objetos de cerámica a partir del barro es imprescindible un horno que caliente el material a altas temperaturas. Aunque los materiales cerámicos no son metales, pueden incluir en su composición átomos metálicos como el hierro o el aluminio. Los materiales cerámicos avanzados se fabrican a base de materias primas de alta pureza y composición química controlada, por ejemplo titanato de bario. El procesado está sujeto a un control preciso de tal forma que el producto final cuenta con una microestructura definida que asegura una alta fiabilidad para el fin para el que se ha diseñado, por ejemplo en medicina para huesos y articulaciones artificiales o implantes dentales. Las propiedades de estos materiales solo se consiguen después de un tratamiento térmico en el que se somete el material original a altas temperaturas, lo cual le confiere las características que se desean obtener.

## Propiedades
Los materiales cerámicos pueden tener una estructura cristalina o no cristalina (amorfa), en ocasiones una mezcla de ambas. Por ello las propiedades son diferentes dependiendo del tipo de material. En general se comportan como aislantes eléctricos y térmicos, presentan gran dureza y un elevado punto de fusión, gran resistencia a la compresión al desgaste y a la corrosión. Suelen presentar problemas de fragilidad, es decir tendencia a quebrarse o partirse con cargas de impacto bajas. Por ello se están desarrollando nuevos materiales cerámicos con mayor resistencia a la fractura.

## Clasificación de las cerámicas tradicionales

El ladrillo es uno de los productos cerámicos más antiguos utilizado por el hombre

### Materiales cerámicos porosos
No han sufrido vitrificación, es decir, el material inicial no se llega a fundir. Su fractura (al romperse) es terrosa, siendo totalmente permeables a los gases, líquidos y grasas. Los más importantes:
- Arcilla cocida. De color rojizo debido al óxido de hierro de las arcillas que la componen. La temperatura de cocción es de entre 700 a 1000 °C. Si una vez cocida se recubre con óxido de estaño (similar a esmalte blanco), se denomina loza estannífera. El horneado de arcillas ha sido esencial en la producción tradicional de baldosas, ladrillos, tejas, así como de todo tipo de recipientes de barro.
- Loza italiana. Se fabrica con arcilla entre amarillenta y rojiza mezclada con arena, pudiendo recubrirse de barniz transparente. La temperatura de cocción varía entre 1050 a 1070 °C.
- Loza inglesa. Fabricada de arcilla arenosa de la que se elimina mediante lavado el óxido de hierro y se le añade sílex (25-35 %), yeso, feldespato (bajando el punto de fusión de la mezcla) y caolín para mejorar la blancura de la pasta. La cocción se realiza en dos fases:

1. Cocido entre 1200 y 1300 °C.
2. Se extrae del horno y se cubre de esmalte. El resultado es análogo a las porcelanas, pero no es impermeable.

- Refractarios. Se trata de arcillas cocidas porosas en cuyo interior hay unas proporciones grandes de óxido de aluminio, torio, berilio y circonio. La cocción se efectúa entre los 1300 y los 1600 °C. El enfriamiento se debe realizar lenta y progresivamente para no producir agrietamientos ni tensiones internas. Se obtienen productos que pueden resistir temperaturas de hasta 3000 °C. La norma europea DIN 51060/ISO/R 836, considera resistente al calor aquel material que se reblandece a una temperatura inferior de 1500 °C; y refractario, aquel material que se reblandece con un mínimo de temperatura de 1500 °C y alta refractariedad para aquel material que se reblandece a una temperatura mínima de 1800 °C. La aplicación más usual son los Ladrillos refractarios, que deben soportar altas temperaturas en el interior de hornos.

### Materiales cerámicos impermeables y semi-impermeables

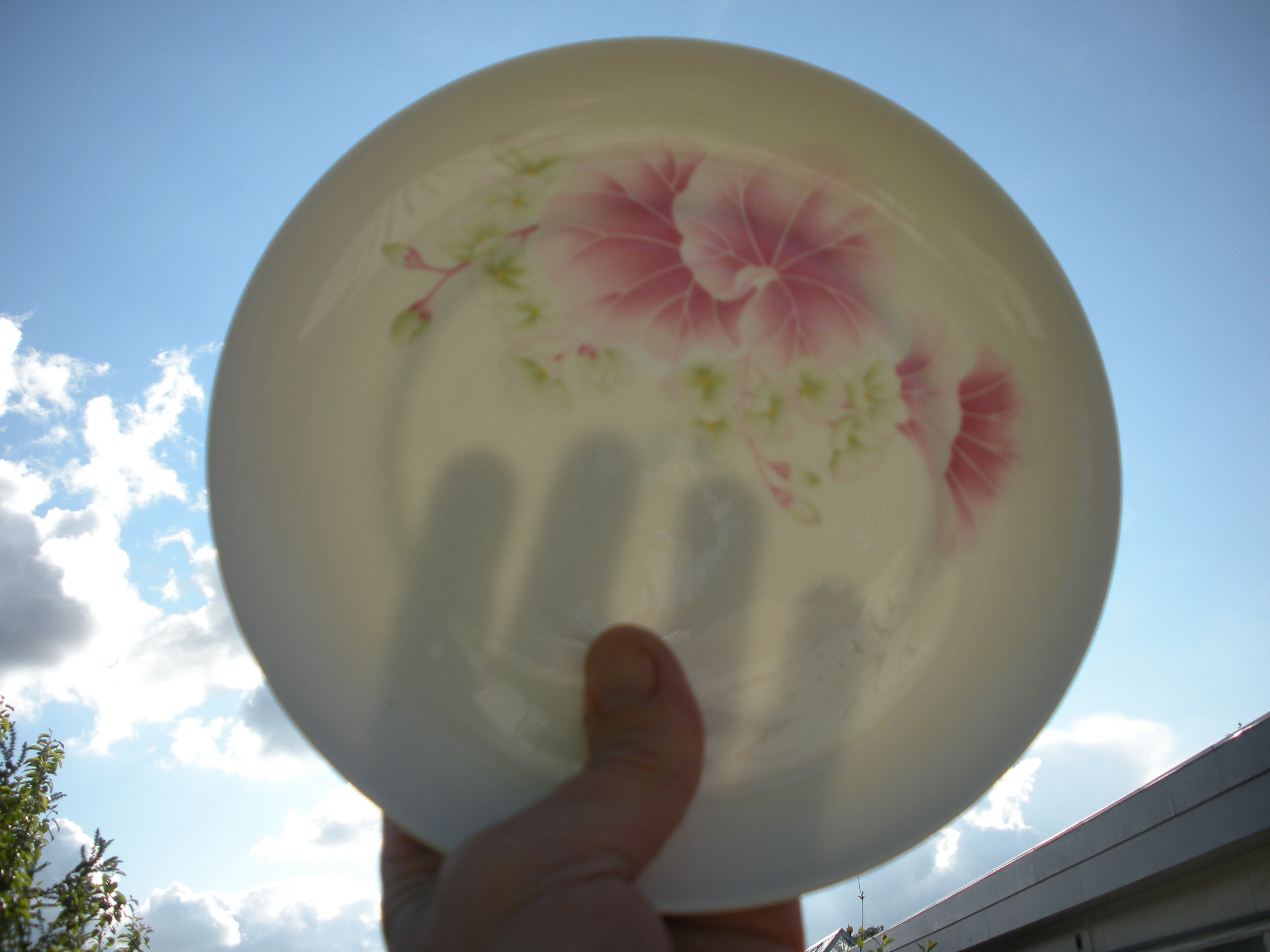
La porcelana se caracteriza por su finura y transparencia tras la cocción.

Se los ha sometido a temperaturas bastante altas en las que se vitrifica completamente la arena de cuarzo. De esta manera se obtienen productos impermeables y más duros. Los más destacados:
- Gres cerámico común.- Se obtiene a partir de arcillas ordinarias, sometidas a temperaturas de unos 1300 °C. Es muy empleado en pavimentos.
- Gres cerámico fino.- Obtenido a partir de arcillas refractarias (conteniendo óxidos metálicos) a las que se le añade un fundente (feldespato) con objeto de rebajar el punto de fusión. Más tarde se introducen en un horno a unos 1300 °C. Cuando está a punto de finalizar la cocción, se impregnan los objetos de sal marina. La sal reacciona con la arcilla y forma una fina capa de silicoaluminato alcalino vitrificado que confiere al gres su vidriado característico.
- Porcelana.- Se obtiene a partir de una arcilla muy pura, denominada caolín, a la que se le añade fundente (feldespato) y un desengrasante (cuarzo o sílex). Son elementos muy duros soliendo tener un espesor pequeño (de 2 a 4 mm), su color natural es blanco o translúcido. Para que el producto se considere porcelana es necesario que sufra dos cocciones: una a una temperatura de entre 1000 y 1300 °C y otra a más alta temperatura pudiendo llegar a los 1800 °C. Teniendo multitud de aplicaciones en el hogar (baterías de cocina, vajillas, etc.) y en la industria (toberas de reactores, aislantes en transformadores, etc.). Según la temperatura se distinguen dos tipos:
  - Porcelanas blandas. Cocidas a unos 1000 °C, se sacan se les aplica esmalte y se vuelven a introducir en el horno a una temperatura de 1250 °C o más.
  - Porcelanas duras. Se cuecen a 1000 °C, a continuación se sacan, se esmaltan, y se reintroducen en el horno a unos 1400 °C o más. Si se decoran se realiza esta operación y luego se vuelven a introducir en el horno a unos 800 °C.

## Nuevos materiales cerámicos

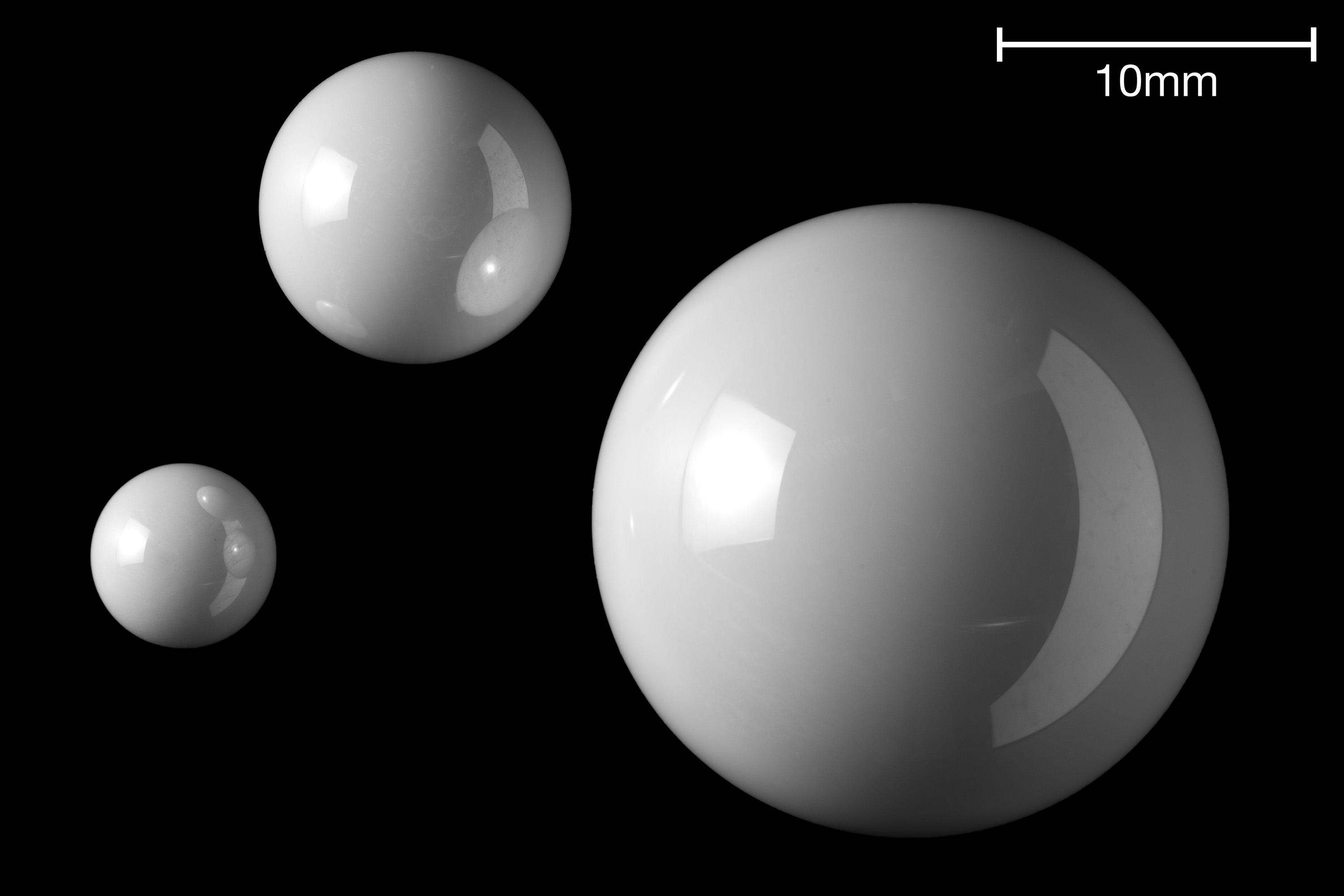
Esferas de dióxido de zirconio, nuevo material cerámico.

Se han desarrollado en las últimas décadas. Pueden ser de diferentes tipos:
- Carburos, como el carburo de silicio, carburo de wolframio, carburo de titanio, carburo de tántalo, carburo de cromo y carburo de boro.
- Nitruros, como el nitruro de silicio, nitruro de boro, nitruro de titanio y oxinitruro cerámico o sialon.
- Óxidos cerámicos como la alúmina y zirconia. Se emplean en las prótesis de cadera cerámicas que superan en prestaciones a las aleaciones metálicas.
- Composites  de  matriz  cerámica. Son materiales que presentan alta resistencia a temperaturas elevadas y se utilizan para vehículos espaciales como protector térmico. Incluye el carburo de silicio reforzado  con  carbono  (C/SiC).[7]
- Se conoce con el nombre de electrocerámica  a aquellos materiales cerámicos diseñados específicamente por sus propiedades eléctricas o magnéticas. Se están llevando a cabo investigaciones en motores de automóviles, aviones, generadores eléctricos. Algunas aplicaciones de las electrocerámicas son aislamiento eléctrico, semiconductores, resistencias, varistores, condensadores, imanes, memorias, diodos y fibras ópticas para comunicaciones.